# NTT Security
Die NTT Security AG (bis 2013 Integralis AG, bis 2016 NTT Com Security AG) ist ein IT-Security-Dienstleister mit Hauptsitz in Ismaning bei München. Das Unternehmen hat derzeit 29 Niederlassungen in 17 Ländern und mehr als 1500 Mitarbeiter. Im Geschäftsjahr 2013  lag der Umsatz bei  226,9  Millionen Euro.
Das Unternehmen ist in die Geschäftsbereiche Beratungsdienstleistungen, Managed Security Services und technische Lösungen gegliedert.

## Geschichte
Die Gesellschaft entstand im Jahr 2000 aus dem Zusammenschluss von Articon Information Systems AG mit der Integralis Ltd. Gruppe. Die Aktiengesellschaft firmierte zwischen 2000 und 2006 als Articon-Integralis AG, und ab 2006 als Integralis AG.
Im Juli 2009 veröffentlichte die NTT Communications Deutschland GmbH ein freiwilliges Übernahmeangebot für sämtliche Aktien der Integralis AG. Seit 2009 ist das Unternehmen Teil der NTT Communications Group, die sich im Besitz der Nippon Telegraph and Telephone befindet.
Die Integralis AG wurde im Jahr 2013 in NTT Com Security AG umbenannt. Im Jahr 2016 wurde das Unternehmen nach einer Umstrukturierung in NTT Security umbenannt.